# 11e congresdistrict van Massachusetts

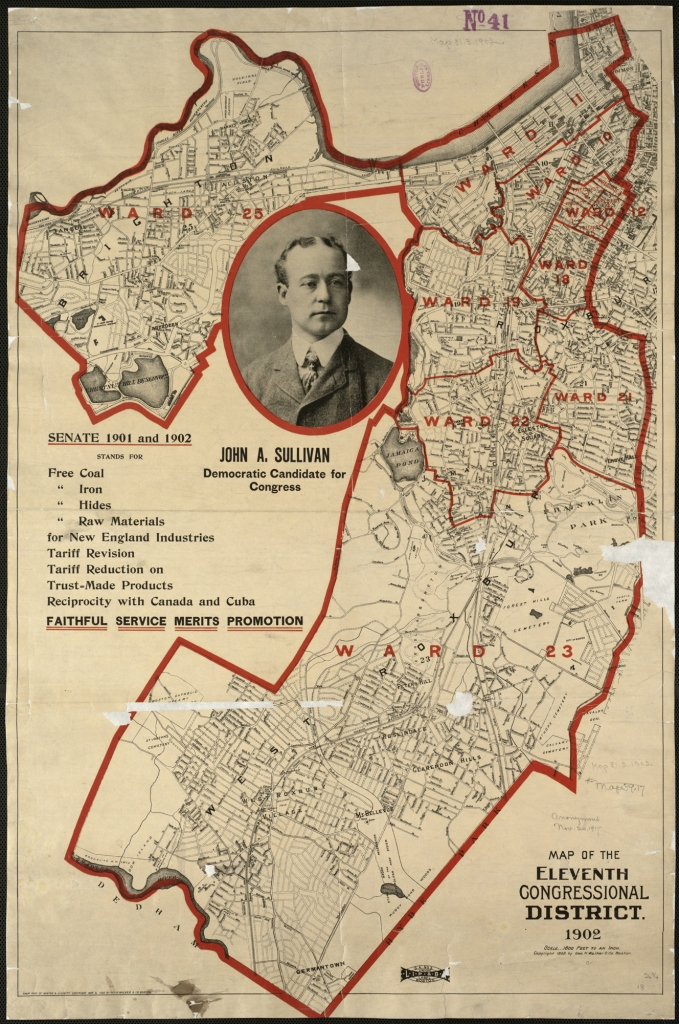
Kaart van het 11e congresdistrict van Massachusetts in 1902

Het 11e congresdistrict van Massachusetts (Engels: Massachusetts's 11th congressional district), was een congresdistrict voor het Amerikaanse Huis van Afgevaardigden van 1795 tot 1993. Het vertegenwoordigde een groot gedeelte van de stad Boston waaronder Cambridge.
Enkele bekende afgevaardigde die dit congresdistrict vertegenwoordigde waren presidenten John Quincy Adams (1831–1833) en John F. Kennedy (1947–1953) en voorzitter van het Huis van Afgevaardigden Tip O'Neill (1953–1963). 